# Sahib I Girej
Sahib I Girej (ur. 1501, zm. 1551) – chan kazański w latach 1521–1524 i chan krymski w latach 1532–1551.
Był synem Mengliego I Gireja. Wiosną 1521 został osadzony na tronie chanatu kazańskiego przez swojego brata Mehmeda I Gireja i razem z nim uderzył na Wielkie Księstwo Moskiewskie. W 1532 po śmierci swojego brata Saedata Gireja został chanem krymskim. Na jego rozkaz od 1532 rozpoczęto budowę nowej stolicy Chanatu krymskiego w Bakczysaraju. W 1541 ponownie najechał na Moskwę. Został zamordowany przez buntowników. Jego następcą w 1551 został Dewlet I Girej (wnuk Mengliego I Gireja).